# Wrote a Song for Everyone
Albums de John Fogerty
The Blue Ridge Rangers Rides Again
(2009) Fogerty's Factory
(2020)
Wrote a Song for Everyone est le 9e album studio de l'auteur-compositeur, chanteur et guitariste américain, John Fogerty sorti le 28 mai 2013.

## Présentation
L'album contient des reprises de chansons de John Fogerty, notamment lorsqu'il était le leader du groupe Creedence Clearwater Revival, et deux nouveaux titres : Mystic Highway et Train of Fools. À l'exception de ces deux chansons, toutes sont interprétées avec d'autres musiciens invités, comme Bob Seger ou les Foo Fighters. John Fogerty interprète Lodi avec ses deux fils Shane et Tyler.

## Titres de l’album
Écrits et composés par John Fogerty.
| No  | Titre                                                                       | Durée |
| --- | --------------------------------------------------------------------------- | ----- |
| 1.  | Fortunate Son (avec Foo Fighters)                                           | 3:29  |
| 2.  | Almost Saturday Night (en) (avec Keith Urban)                               | 3:17  |
| 3.  | Lodi (avec Shane Fogerty et Tyler Fogerty)                                  | 4:19  |
| 4.  | Mystic Highway                                                              | 6:04  |
| 5.  | Wrote a Song for Everyone (avec Miranda Lambert et Tom Morello)             | 4:01  |
| 6.  | Bad Moon Rising (avec Zac Brown Band)                                       | 2:54  |
| 7.  | Long as I Can See the Light (avec My Morning Jacket)                        | 4:49  |
| 8.  | Born on the Bayou (avec Kid Rock)                                           | 4:46  |
| 9.  | Train of Fools                                                              | 4:40  |
| 10. | Someday Never Comes (avec Dawes (en))                                       | 5:16  |
| 11. | Who'll Stop the Rain (avec Bob Seger)                                       | 3:11  |
| 12. | Hot Rod Heart (avec Brad Paisley)                                           | 4:59  |
| 13. | Have You Ever Seen the Rain? (avec Alan Jackson)                            | 3:17  |
| 14. | Proud Mary (avec Jennifer Hudson, Allen Toussaint et le Rebirth Brass Band) | 4:25  |

## Classements hebdomadaires
| Classement (2013)                  | Meilleure place |
| ---------------------------------- | --------------- |
| Allemagne (Media Control AG)       | 24              |
| Australie (ARIA)                   | 6               |
| Autriche (Ö3 Austria Top 40)       | 11              |
| Belgique (Flandre Ultratop)        | 20              |
| Belgique (Wallonie Ultratop)       | 51              |
| Canada (Canadian Albums Chart)     | 3               |
| Danemark (Tracklisten)             | 2               |
| Espagne (Promusicae)               | 19              |
| États-Unis (Billboard 200)         | 3               |
| Finlande (Suomen virallinen lista) | 12              |
| France (SNEP)                      | 189             |
| Italie (FIMI)                      | 58              |
| Norvège (VG-lista)                 | 3               |
| Nouvelle-Zélande (RIANZ)           | 10              |
| Pays-Bas (Mega Album Top 100)      | 35              |
| Royaume-Uni (UK Albums Chart)      | 75              |
| Suède (Sverigetopplistan)          | 10              |
| Suisse (Schweizer Hitparade)       | 25              |